# هانس کورنلیوس
هانس کورنلیوس فیلسوف معاصر نوکانتی بود.
تحصیلات وی در زمینهٔ ریاضیات، فیزیک و شیمی بود. وی در سال ۱۸۸۶ مدرک دکترای تخصصی خود را دریافت نمود. در سال ۱۸۹۴ شروع به تحصیل فلسفه در دانشگاه مونیخ کرد و از سال ۱۹۱۰ در موسسه‌ای که بعدها به دانشگاه فرانکفورت تبدیل شد، تدریس می‌کرد. از مهم‌ترین شاگردان او در این دوره ماکس هورکهایمر و تئودور آدورنو هستند. او در سال ۱۹۲۸ بازنشسته شد.